# Oxyscelio trisulcatus
Oxyscelio trisulcatus är en stekelart som först beskrevs av Jean-Jacques Kieffer 1907.  Oxyscelio trisulcatus ingår i släktet Oxyscelio och familjen Scelionidae. Inga underarter finns listade i Catalogue of Life.